# Тефтан
Тефтан (перс. تفتان, Taftân) — активний андезитовий стратовулкан в іранській провінції Систан і Белуджистан. Має висоту майже 4 000 м.н.м. і є найвищою горою південно-східного Ірану. Найближчим до гори містом є Хаш.
Назва вулкана є слово мовою белуджі, яке означає «гаряче місце». Найвища вершина вулкана має назву Шехельтан.
За даними Global Volcanism Program, на вершині південно-східного конуса присутні високоактивні фумароли з сірчаним ободом. З фумарол виходять змішані гази, які складаються з водяної пари, сульфатної кислоти, діоксиду сірки, сірководню та діоксиду вуглецю.
Північно-західний конус глибоко розрізаний ерозією та має плейстоценовий вік. У січні 1902 року були повідомлення, що вулкан декілька днів випускав багато диму та час від часу сильно світився вночі. У 1993 році було повідомлення про потік лави на Тефтані, але, можливо, за лаву було сприйнято потік розплавленої сірки.

## Примітки

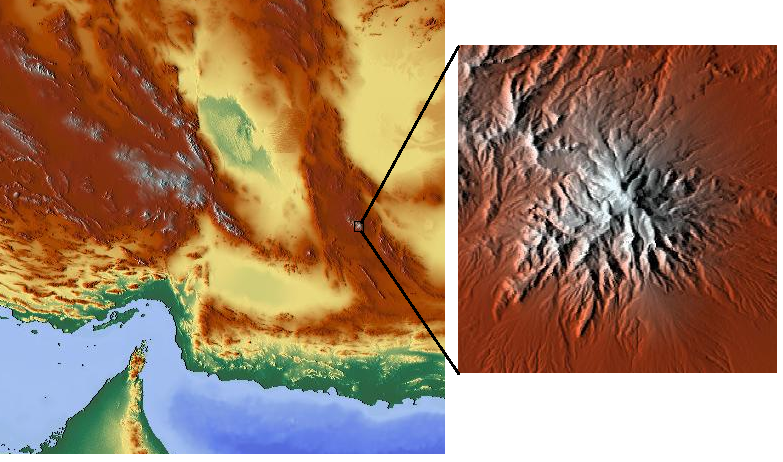
Розташування Тефтану